# Colias krauthii
Colias krauthii är en fjärilsart som beskrevs av Alexander Barrett Klots 1935. Colias krauthii ingår i släktet Colias och familjen vitfjärilar. Inga underarter finns listade i Catalogue of Life.